# کودروویتسه
کودروویتسه (به لهستانی:  Kudrowice) یک روستا در لهستان است که در گمینا پابیانگتسه واقع شده‌است.
 کودروویتسه  ۲۶۵ نفر جمعیت دارد.